# ثاؤفانيوس (بابا الإسكندرية)
ثاؤفانيوس، بابا الإسكندرية وبطريرك الكرازة المرقسية للأقباط الأرثوذكس رقم 60، أصله من الإسكندرية. وكان أحد رهبان دير الأنبا مقار. وأقام بطريركاً أربع سنوات وأربعة أشهر و11 يوماً، في الفترة من 25 يوليو 952 م حتى 6 ديسمبر 956 م، وتوفي. وخلا الكرسي بعده لمدة شهراً واحداً. وكان بحسب المصادر المسيحية: "حاد الطبع سريع الغضب كثير الحمق غير قادر على كبح جماح غيظه"، وأن هناك روح نجسة تسلطت عليه بعد أن نزع رداءه واسكيمه وألقاه في وجه الكهنة لرفضه أن يدفع لهم رواتبهم.

## وفاته
بسبب ما سبق وما تبع ذلك من مشكلات، خنقه الأساقفة إلى أن مات ورموه في البحر، وفي رواية أخرى قيل أنهم سمموه، أو خنقه أحد الأساقفة بوضع وسادة على وجهه وجلس عليها حتى اختنق ومات. وقد تنيّح في 10 كيهك حسب التقويم المصري، ولا تعيد له الكنيسة.